# Fragneto Monforte
Fragneto Monforte là một đô thị ở tỉnh Benevento trong vùng Campania.
Fragneto nằm ở vùng núi, cách thủ phủ Benevento (10 km) và Napoli (65 km), Roma (200 km).
Tại thời điểm ngày 31 tháng 12 năm 2004, đô thị này có dân số 1.935 người và diện tích là 24.4 km².
Fragneto Monforte giáp các đô thị: Benevento, Campolattaro, Casalduni, Fragneto l'Abate, Pesco Sannita, Ponte, Pontelandolfo, Torrecuso.